# Charlevoix (Québec)

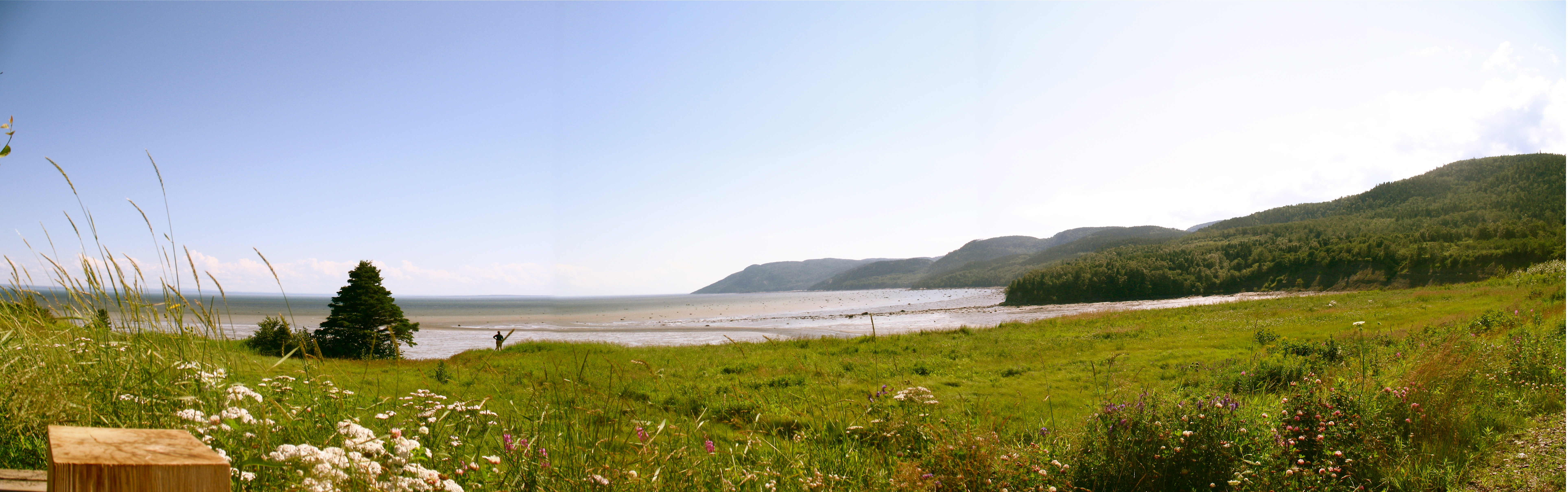
Panorama di Tadoussac

Charlevoix è una regione geografica del Québec, provincia del Canada e copre parte delle coste del fiume San Lorenzo e la regione dei Monti Laurenziani dello Scudo canadese.
La regione ha quindi terreni scoscesi, fiordi, promontori e baie.
Charlevoix dal 1989 è stata designata come riserva della biosfera all'interno del programma "Man and the Biosphere Programme" dell'UNESCO.

## Geografia politica
La regione è compresa nelle municipalità regionali di Charlevoix-Est e di Charlevoix.

## Punti di interesse
- Il centro d'arte a Baie-Saint-Paul
- Festival musicale e l'accademia Domaine Forget
- L'Isle-aux-Coudres
- Parc des Grands-Jardins
- Haute-Gorges de la Rivière Malbaie
- Manoir Richelieu e il Casino de Charlevoix
- Il fiordo del fiume Saguenay
- La Commissione scolastica di Charlevoix
- Il museo di Charlevoix